# Rudolf Franz (Literaturkritiker)
Rudolf Franz (* 1. September 1882 in Köln; † 25. Oktober 1956 in Leipzig) war ein deutscher Schriftsteller, Literatur- und Theaterkritiker.

## Leben
Er studierte Philosophie, Germanistik und Romanistik und promovierte 1907 an der Universität Marburg. Seit 1910 war er Mitglied der SPD und Schriftsteller und Literaturkritiker in verschiedenen Zeitungen und Zeitschriften. 1917 wurde er Mitglied der USPD. Seit 1920 war er in der KPD (1926 Ausschluss aus der KPD). 1946 wurde er Mitglied der SED.

## Schriften (Auswahl)
- Warum ich kein Sozialdemokrat bin! Eine Streitschrift im Sinne des Reichsverbandes gegen die Sozialdemokratie. Zu Nutz und Frommen des deutschen Volkes. München 1910.
- Abrechnung. Politische Versfußtritte. Dortmund 1911.[4]
- Theater und Volk. München 1914.
- Kritiken und Gedanken über das Drama. Eine Einführung in das Theater der Gegenwart. München 1915.